# Euchromia bourica
Euchromia bourica là một loài bướm đêm thuộc phân họ Arctiinae, họ Erebidae.